# Veteran, Alberta
Veteran är en ort i Kanada.   Den ligger i provinsen Alberta, i den centrala delen av landet, 2 700 km väster om huvudstaden Ottawa. Veteran ligger 797 meter över havet och antalet invånare är 249.
Terrängen runt Veteran är platt, och sluttar söderut. Trakten runt Veteran är nära nog obefolkad, med mindre än två invånare per kvadratkilometer..
Trakten runt Veteran består i huvudsak av gräsmarker.